# Okeanos
Okeanos var i grekisk mytologi en världsström, som, cirkelformigt sluten inom sig själv, flöt runt hela jorden utan att blanda sina böljor med havets. Havet hade dock som även alla floder och källor sitt ursprung från Okeanos. I likhet med andra naturmakter räknades Okeanos som ett personligt gudaväsen och hos Homeros sägs han till och med vara alla de övriga gudarnas stamfader. 
Enligt Hesiodos är han en son av Uranos (himlen) och Gaia (jorden) och den äldste bland titanerna. Med sin gemål Tethys hade han många döttrar, okeaniderna, vilkas antal av Hesiodos uppges till 3.000, och alla floder på jorden gäller som hans söner.
På latin heter Okeanos Oceanus, och det är från hans namn som ordet ocean kommer. 